# SCAMP4
SCAMP4 (англ. Secretory carrier membrane protein 4) – білок, який кодується однойменним геном, розташованим у людей на короткому плечі 19-ї хромосоми. Довжина поліпептидного ланцюга білка становить 229 амінокислот, а молекулярна маса — 25 728.
| 10         |  | 20         |  | 30         |  | 40         |  | 50         |
| ---------- |  | ---------- |  | ---------- |  | ---------- |  | ---------- |
| MSEKENNFPP |  | LPKFIPVKPC |  | FYQNFSDEIP |  | VEHQVLVKRI |  | YRLWMFYCAT |
| LGVNLIACLA |  | WWIGGGSGTN |  | FGLAFVWLLL |  | FTPCGYVCWF |  | RPVYKAFRAD |
| SSFNFMAFFF |  | IFGAQFVLTV |  | IQAIGFSGWG |  | ACGWLSAIGF |  | FQYSPGAAVV |
| MLLPAIMFSV |  | SAAMMAIAIM |  | KVHRIYRGAG |  | GSFQKAQTEW |  | NTGTWRNPPS |
| REAQYNNFSG |  | NSLPEYPTVP |  | SYPGSGQWP  |  |            |  |            |

A: Аланін

C: Цистеїн

D: Аспарагінова кислота

E: Глутамінова кислота

F: Фенілаланін

G: Гліцин

H: Гістидин

I: Ізолейцин

K: Лізин

L: Лейцин

M: Метіонін

N: Аспарагін

P: Пролін

Q: Глутамін

R: Аргінін

S: Серин

T: Треонін

V: Валін

W: Триптофан

Кодований геном білок за функцією належить до фосфопротеїнів. 
Задіяний у таких біологічних процесах, як транспорт, транспорт білків, альтернативний сплайсинг. 
Локалізований у мембрані.